# Anouk Sanders
Anouk Sanders (21 juni 1996) is een Nederlands langebaanschaatsster.
In 2018 nam Sanders deel aan de NK Sprint en in 2019 aan de NK Afstanden.

## Records

### Persoonlijke records[2]
| Afstand    | Tijd    | Datum             | Baan       |
| ---------- | ------- | ----------------- | ---------- |
| 500 meter  | 40,12   | 27 januari 2019   | Heerenveen |
| 1000 meter | 1.19,02 | 27 januari 2019   | Heerenveen |
| 1500 meter | 2.04,18 | 16 februari 2019  | Heerenveen |
| 3000 meter | 4.31,88 | 30 september 2017 | Inzell     |